# 豆卢恕
豆卢恕（671年—718年4月29日），又名灵均，字惟一，昌黎郡棘城县（今辽宁省锦州市）人，武周、唐朝官员。

## 生平
武周长寿年间，武则天开制举文学科选拔人才，豆卢恕通过甲科，以长子县县尉为起家官，又转任宫门丞、太子通事舍人。圣历年间，豆卢恕因为母亲阎氏去世的原因，外任常州司仓，又转任婺州司兵，回朝出任通事舍人，加朝散大夫，转任尚衣奉御，仍为通事舍人、内供奉，没到一年转任太常丞。景云初年，豆卢恕外任豳州长史，入朝试任殿中丞，后代理汝州别驾，又正式出任殿中丞，转任都水使者、左卫翊一府中郎将，封平原郡开国公。开元六年三月廿四日（718年4月29日），豆卢恕在河南行修里私人住宅中去世，虚岁四十有七，同年四月廿一日（718年5月25日）葬于鼎城南龙门乡。

## 墓地和墓志
2006年12月，洛阳市文物考古研究院在配合郑西铁路客运南站项目工程考古工作中，清理唐代豆卢氏家族成员墓3座，其中编号为C7M3066墓主为唐平原郡开国公豆卢恕，出土陶器座2件，三足白瓷盘1件，料珠15枚，铜铃3件，墓志一合。墓志为青石质。志盖盝顶，盖顶篆书，竖排四行，阴刻“大唐故平原公豆卢府君墓志”四周阴刻缠枝牡丹纹图案。顶边长42厘米，底边76长厘米，厚13厘米。志石方形，边长76厘米，厚13厘米。志文楷书阴刻，竖排29行，满行29字，930字。四周阴刻花卉图案。1992年在豆卢恕墓东南约2公里处的龙门镇花园村南侧还发现唐睿宗豆卢贵妃的墓葬，洛阳市文物考古研究院认为该区域应为豆卢氏家族墓地。豆卢恕最高官职为左卫翊一府中郎将，正四品下，爵封平原郡开国公，身份显贵，但该墓内部比较简陋，可能与墓主人认为“礼以石椁而为非”,“遗令薄葬”有关。

## 家庭

### 曾祖
- 豆卢宽，唐朝镇军大将军[2]

### 祖父
- 豆卢仁业，唐朝左武卫大将军[2]

### 父亲
- 豆卢钦肃，唐朝汾州刺史[2]

### 兄弟姐妹
- 豆卢贵妃，唐睿宗贵妃
- 豆卢氏，陈王武敬先王妃

### 子女
- 豆卢爱[2]